# Prévôté de Saint Laurent d'Oulx
La prévôté de Saint Laurent d'Oulx (en italien : prevostura di San Lorenzo di Oulx) est une congrégation de chanoines réguliers de saint Augustin, fondée aux alentours de 1050 et sécularisée le 19 avril 1756 pour permettre la création du diocèse de Pignerol. Le chef d'ordre de cette congrégation siégeait au lieu-dit « Plan des martyrs » de la ville d'Oulx.
Délégataire, dès sa fondation, d'une partie de l'autorité des évêques puis archevêques de Turin sur les paroisses du Val de Suse et du Val Cluson, et d'une partie de l'autorité des archevêques d'Embrun, sur les paroisses du Briançonnais, elle acquiert de nombreux biens ecclésiastiques ou nobles en Dauphiné, en Savoie, en Piémont, en Provence, en Ligurie et en Auvergne. Elle devient la principale autorité ecclésiastique des Escartons du briançonnais et un seigneur, à la fois laïc et ecclésiastique, majeur en Dauphiné et en Piémont.
Affaiblie par les crises économiques du XIVe siècle, quasiment ruinée par les guerres de religion, incorporée aux possessions des ducs de Savoie, en 1713, par le traité d'Utrecht, puis en 1720 au royaume de Sardaigne, elle est unie en 1756 au diocèse de Pignerol que le pape Benoît XIV vient d'ériger.

## Histoire

### AuXIesiècle: la fondation
| Evènements repères du XIe siècle |                    | |
| \| \| 19 octobre 993 \| Décès de Conrad III de Bourgogne. \| \| \| 19 avril 1024 \| Jean XIX succède à Benoît VIII. \| \| \| 26 mars 1027 \| Conrad II est couronné empereur par le pape Jean XIX. \| \| \| 18 octobre 1027 \| Dédicace de l'église abbatiale de Saint-Just de Suse. \| \| \| 6 septembre 1032 \| Décès de Rodolphe III de Bourgogne. \| \| \| 2 février 1033 \| L'empereur Conrad II est couronné roi de Bourgogne à l'abbaye de Payerne. \| \| \| 1034 \| L'empereur Conrad II confirme Humbert Ier dans son titre de Comte de Maurienne. \| \| \| Entre 1042 et 1048 \| Décès d'Humbert Ier de Maurienne. \| \| \| 1045 ou 1046 \| Adélaïde de Suse épouse Oddon de Maurienne. \| \| \| 1046 \| Cunibert devient évêque de Turin[se 1] \| \| \| 1er février 1049 \| Léon IX est couronné pape. Début de l'influence de Hildebrand Aldobrandeschi et de la Réforme grégorienne \| \| \| 1050 \| Donation de Pons de Bardonnèche. \| \| \| 1060 \| Gérard Chevrier devient évêque de Sisteron. \| \| \| 30 juin 1073 \| Grégoire VII est couronné pape. \| \| \| 28 janvier 1076 \| L'empereur Henri IV se soumet à la Pénitence de Canossa. \| \| \| 19 décembre 1091 \| Décès d'Adélaïde de Suse. \| |                    | |
| | 19 octobre 993     | Décès de Conrad III de Bourgogne.                                                                         |
| | 19 avril 1024      | Jean XIX succède à Benoît VIII.                                                                           |
| | 26 mars 1027       | Conrad II est couronné empereur par le pape Jean XIX.                                                     |
| | 18 octobre 1027    | Dédicace de l'église abbatiale de Saint-Just de Suse.                                                     |
| | 6 septembre 1032   | Décès de Rodolphe III de Bourgogne.                                                                       |
| | 2 février 1033     | L'empereur Conrad II est couronné roi de Bourgogne à l'abbaye de Payerne.                                 |
| | 1034               | L'empereur Conrad II confirme Humbert Ier dans son titre de Comte de Maurienne.                           |
| | Entre 1042 et 1048 | Décès d'Humbert Ier de Maurienne.                                                                         |
| | 1045 ou 1046       | Adélaïde de Suse épouse Oddon de Maurienne.                                                               |
| | 1046               | Cunibert devient évêque de Turin                                                                          |
| | 1er février 1049   | Léon IX est couronné pape. Début de l'influence de Hildebrand Aldobrandeschi et de la Réforme grégorienne |
| | 1050               | Donation de Pons de Bardonnèche.                                                                          |
| | 1060               | Gérard Chevrier devient évêque de Sisteron.                                                               |
| | 30 juin 1073       | Grégoire VII est couronné pape.                                                                           |
| | 28 janvier 1076    | L'empereur Henri IV se soumet à la Pénitence de Canossa.                                                  |
| | 19 décembre 1091   | Décès d'Adélaïde de Suse.                                                                                 |

#### À l'origine
La fondation de la prévôté d'Oulx a lieu à une date non certaine entre 1050 et 1061 quand un « clerc pro honore » pourvu de famille, Ponce de Bardonnèche, fils de Witbald, avec l'accord de son épouse Ermengarde et de son fils Pierre, cède aux prêtres Gérard et Odelric et aux frères qui se sont rassemblés avec eux, les droits dont il a hérité sur les églises Saint Laurent et Sainte Marie d'Oulx, mais aussi sur les autres paroisses comprises entre le col de Montgenèvre, Exilles, le col de Sestrières et le torrent de Galambre.
Dès 1056, Guinamand, archevêque d'Embrun, accordait aux mêmes le droit d'acquérir dans son diocèse, la moitié des dimes qu'ils pourraient reprendre aux laïcs. Plus tard, et à une date aussi incertaine, il confirme que les mêmes, ont acquis les dîmes de Le Monêtier-les-Bains, et reconnait les donations de Ponce de Bardonnèche.

#### Le plan des martyrs

##### Les variations du nom
Guinamand fait référence, dans ses reconnaissances, sous le nom de « Plebs Martyrum », au lieu où sont installés les bénéficiaires. Ce terme a été traduit de manière très diverses par les auteurs qui se sont intéressés à la question. On lit fréquemment « Peuple des martyrs » qui est un contresens, ou « Plébanie des martyrs » qui consiste à confondre l'équivalent d'un vicariat ou d'un archiprêtré, dans l'organisation ancienne de l'archidiocèse de Turin, avec un lieudit. Les termes les mieux adaptés sont le très littéral « Champ des martyrs » ou mieux « Plan des martyrs » car la ville d'Oulx est traditionnellement formée de deux hameaux, dont l'un, la ville haute, porte en patois le nom de « Vière », et dont l'autre, la ville basse, se nomme « Le plan». Le quartier dans lequel se trouvent les bâtiments de la prévôté se situe près de l'actuelle gare et il est désigné, en français sous le nom de « l'abbaye », et en italien sous le vocable « la badia ». Ce nom provient du récit d'un massacre qui est supposé avoir eu lieu à cet endroit et dont il existe de nombreuses versions.

##### Selon Raoul Glaber
Raoul Glaber, dans ses chroniques, raconte l'histoire d'un «inventeur de reliques» qui se présentait sous le nom d’Étienne et qui « après avoir fait un grand nombre de dupes dans les Gaules, se retira dans les Alpes, parmi les peuples sauvages qui habitent ordinairement le haut de ces montagnes ». Il fabrique là une relique qu'il place dans une urne ou un coffret adapté, et la présente aux fidèles comme lui ayant été remise par l'entremise d'un ange qui lui était apparu, et comme étant les restes du martyr Juste de Beauvais. La relique commence à produire des miracles, et Oldéric-Manfred, marquis de Turin, qui vient de faire restaurer l'Église baptismale Sainte Marie Majeure (it) et de fonder une abbaye à Suse, se fait amener l'objet miraculeux et son inventeur. Raoul Glaber assure avoir été témoin oculaire de l'imposture alors qu'il accompagnait Guillaume, abbé de Saint-Bénigne de Dijon à la dédicace de l'église Saint-Just de Suse. Raoul Glaber témoigne de la naissance d'une légende, destinée à sacraliser l'espace montagnard au moment où celui-ci, au travers de la capture et de la délivrance de Mayeul de Cluny, venait faire la démonstration de son caractère stratégique pour la communication des ecclésiastiques et des laïcs avec Rome.

##### Selon Jean de Saint Louis
En 1664, le chanoine Étienne Garcin, curé de Saint-Restitut, au Sauze de Cézanne, et infirmier de la Prévôté d'Oulx, demande au père Jean de Saint Louis, moine de l’abbaye de Saint-Pierre et Saint-André à la Novalaise de rédiger « l'Histoire du Martyre de Saint Just et Saint Flavien avec leurs compagnons » en s'appuyant sur les chroniques de ce couvent. La réponse que le bénédictin lui transmet, le 1er juillet 1664, par l'intermédiaire du chanoine Coste de la prévôté d'Oulx, contient, en substance, le récit suivant : l'abbaye « d'Ulces, à présent appelée Ours, a été fondée en 76 après Jésus-Christ, peu de temps après la Novalaise, dont la création remonte à l'année 56, par Priscille, une parente de Néron. Des ermites s'y établirent jusqu'à ce que saint Maur, en 530, leur apporte la règle de saint Benoit. En 575, les Lombards franchissent le Pô, chassant devant eux les populations, et notamment les habitants et les moines de la Novalaise qui se réfugient à Oulx pour prendre conseil de Just qui partageait avec son compagnon Fabien, un ermitage près de l'abbaye. Les Lombards les poursuivent et massacrent tout le monde. Les martyrs, dont il estime le nombre à plus de 500, sont enterrés dans une chapelle Saint-Pierre-et-Saint-Étienne de l'église d'Oulx, et saint Just, sous le maître autel.
Pour rédiger son résumé, Jean de Saint Louis s'est principalement inspiré du Chronicon novaliciense, mais aussi de l'Histoire des Francs de Grégoire de Tours (en particulier du chapitre 44), de l'Histoire des Lombards de Paul Diacre, et du Chronicon Burgundiae. L'auteur avoue néanmoins qu'il ne tire pas l'essentiel de cette histoire de ces ouvrages, mais de manuscrits de la Novalaise qui ont déjà été utilisés par Monseigneur Paolo Brizio, évêque d'Albe. Il y trouve matière à raconter les aspects dramatiques de l'épisode. Les Lombards torturent un vieux moine afin de lui faire avouer où sont cachés les trésors du monastère et celui-ci les nargue en répondant que les richesses du monastère sont la jeunesse, les oraisons, le mépris des richesses, et l'observance de la règle. Un guerrier furieux le transperce de sa lance. Just se révolte contre cet acte et les guerriers lombards se jettent sur lui : le premier lui ouvre le crane avec son épée et en extrait le cerveau, le second lui transperce le ventre et le troisième le décapite. Flavien, à son tour, offre sa tête afin de recevoir la palme du martyre.
La narration est assez élaborée car ce dénouement survient après une scène, au cours de laquelle, Just et Flavien, qui ont appris l'arrivée des Lombards se sont réfugiés dans une grotte que la tradition situe proche de la chapelle Saint-Just de Beaulard qui a été bâtie à 1 865 mètres d'altitude . Dieu s'y manifeste par un premier signe « le Père celeste, qui vouloit toutefois faire part de la gloire du martyre a St. Just e St. Flavian son compagnon, fit naistre miraculeusement une belle et claire fontaine dans cette caverne, laquelle continue toujours à couler abondamment au soulage des infirmes qui en recourent la guérison en se lavant ou en beuvant de son eau - Jean de Saint Louis ». Puis, afin de les convaincre d'affronter le martyre qu'ils ont fui, il leur fait percevoir miraculeusement la musique céleste dont Just, devant l'entrée de la caverne, se rend compte qu'elle provient des âmes des martyrs d'Oulx qui montent aux cieux. Les deux moines prient pour demander le pardon de leur peur, puis fortifiés par la prière, redescendent vers Oulx pour y subir, à leur tour, le martyre.
Jean de Saint Louis précise encore, en s'appuyant sur les recherches de Paolo Brizio, qu'il existait trois chapelles dans ce monastère, l'une dédiée à saint Pierre dans laquelle la tête de saint Just que les Lombards avaient jetée dans un puits afin que personne ne la retrouve, fut ensevelie sous le maître autel, une seconde dédiée à saint Laurent et une troisième dédiée à saint Jean Baptiste. Les inondations avaient ruiné l'église Saint-Pierre, et la tête de saint Just est perdue jusqu'en 1021 quand une révélation divine indique à un saint homme nommé Étienne son emplacement et incite le marquis Oldéric Manfred à les transférer à Suse pour permettre de leur rendre plus facilement honneur.
Le texte de Jean de Saint Louis est à la fois précieux et savoureux. Précieux parce qu'il s'appuie sur la tradition locale et sur des faits récents. Il va même jusqu'à évoquer le mélèze "à sept pointes", sur lequel, selon une tradition orale qui nous est parvenue indépendamment de son texte, saint Just serait monté pour mieux voir où se trouvait le site du massacre. Savoureux parce que sa langue témoigne du français, émaillé d'expressions locales et de réminiscences du patois, que l'on parlait alors dans la région. Les chanoines de la prévôté, à l'époque où il est écrit, essayent de prouver ou de se convaincre de l'ancienneté de leur maison, alors qu'elle se relevait à peine des ruines causées par les guerres de Religion, afin de démontrer qu'elle porte les traditions chrétiennes les plus anciennes et qu'elle détient une forte légitimité que l'on peut opposer aux protestants.

##### Selon Joseph Toussaint Reinaud
En 1828, Joseph Toussaint Reinaud résumait cette histoire de la manière suivante :
« Dès l’année 906, les Sarrazins avaient traversé les gorges du Dauphiné, et franchissant le Mont-Cenis, s’étaient emparés de l’abbaye de Novalèse, sur les limites du Piémont, dans la vallée de Suse. Les moines eurent à peine le temps de se retirer à Turin, avec les reliques des saints et les autres objets précieux, y compris une bibliothèque fort riche pour le temps, particulièrement en livres classiques. Les Sarrazins, à leur arrivée, ne trouvant que deux moines qui étaient restés pour veiller à la sûreté du monastère, les chargèrent de coups. Le couvent et le village situé dans les environs furent pillés, et les églises livrées aux flammes. En vain les habitants, qui n’étaient pas en état de résister, se réfugièrent dans les montagnes, entre Suse et Briançon, là où était le couvent d’Oulx. Les Sarrazins les y suivirent et tuèrent un si grand nombre de chrétiens, que ce lieu porta le nom de champ des martyrs ».

##### Histoire et légendes
Lombards ou Sarrasins ? Comment est-on passé des uns aux autres ? Pourquoi Joseph Toussaint Reinaud ne lisait-il pas dans la « Chronique de la Novalaise », la même chose que Jean de Saint Louis et Paolo Brizio y trouvaient?
À cause d'une interprétation rapide de Joseph Toussaint Reinaud qui déduit de trois mots « duos senes monacos » (« deux jeunes moines ») qu'il est question d'Oulx alors que la « Chronique de la Novalaise » ne cite jamais ce lieu. À cause de la « Chronique de la Novalaise », elle-même, qui est un document dont la valeur en tant que source pour l'historien est très incertaine. Elle a été écrite vers 1050, à Breme où les moines de la Novalaise s'étaient établis après la destruction de leur monastère par un raid mené par des « Sarrasins » en 906. L'auteur, dont le nom n'est pas connu, y a rassemblé, sans grand ordre et sans grand respect pour la vraisemblance chronologique, tout ce qu'il a pu trouver dans les documents, dans les récits populaires ou rapportés par les moines. Le texte contient de nombreuses histoires fantastiques et de ragots, qui portent principalement sur les dignitaires laïcs de ce temps, invérifiables.
À cause, enfin, de la mode. Entre 1780 et 1880, de nombreux érudits tentèrent de suppléer, en s'appuyant sur la mémoire orale, à l'absence de documents ou à leur rareté pour éclairer certains faits anciens. Ils en déduisent un « mythe sarrasin » qui constitue un fait intéressant du point de vue l'étude des mentalités aussi bien en France qu'en Piémont, mais qui est incohérent avec la documentation historique, textuelle ou matérielle. Le sommet fut atteint dans des ouvrages comme « Des traces laissées en Provence par les Sarrasins » publié en 1908 par Henri Bigot, qui s'il rapporte des légendes intéressantes exagère jusqu'à prêter aux sarrasins l'introduction du Cheval de Camargue.
Le « mythe sarrasin » a été triplement utilisé : par les historiens pour expliquer des évènements politiques de portée globale, par les érudits locaux pour essayer d'expliquer des faits qu'ils avaient observés mais qu'ils peinaient à expliquer, et par les habitants des lieux pour nourrir en boucle la mémoire orale à partir de la culture écrite et réciproquement. Il a durablement imprégné l'imaginaire des habitants de la région et fait en quelque sorte partie de son identité. Les habitants de Rochemolles sont traditionnellement surnommés les « sarrasins » et les érudits locaux n'ont pas manqué d'élaborer des hypothèses savantes, peu soutenues par les documents et qu'aucun indice matériel ne vient confirmer. Manuscrits et livres de raison familiaux témoignent de l'impact que purent avoir sur la culture des gens du commun les spéculation des érudits. La route militaire Fenils-Pramand-Jafferau possède ainsi un « Tunnel de Sarrasins » (en italien : « Galleria dei Saraceni ») qui a été construit entre 1890 et 1940.
Les rocambolesques reconstructions des faits et méfaits, les constructions et les destructions, des lombards, des sarrasins et des hongrois ont éveillé le scepticisme des spécialistes dès le dernier quart du XIXe siècle, et elles ont fait l'objet de critiques qui ont démontré l'absurdité de nombreuses méthodesdans la première moitié du XXe siècle. Depuis le dernier quart de ce dernier, les spécialistes n'hésitent plus à remettre en cause jusqu'aux chronologies traditionnellement admises qui se révèlent souvent reposer sur quelques phrases peu claires.
Les divers travaux de reconstruction des bâtiments de la Prévôté de Saint Laurent d'Oulx, au fil des siècles, et notamment celle de l'église du Sacré Cœur de Jésus, qui a été consacrée le 31 juillet 1886 par Monseigneur Rosaz, évêque de Suse, n'ont pas permis de découvrir un quelconque ossuaire ou des sépultures qui témoigneraient de l'existence des martyrs. Les travaux de creusement du puits de la gare de chemin de fer, voisine des bâtiments de la prévôté, en 1870, ont permis de retrouver, à cinq mètres au-dessous du sol de cette époque, les vestiges d'une station romaine que les spécialistes identifient, depuis les travaux de Jean-Baptiste Bourguignon d'Anville, vers 1760, comme le lieu-dit « Ad Martis » de l'Itinéraire d'Antonin et de la Table de Peutinger.

#### Le contexte politique

##### Des frontières mouvantes
La prévôté de Saint Laurent d'Oulx construit sa puissance à la charnière du royaume d'Italie et du royaume de Bourgogne.

##### Le royaume de bourgogne
Au début du XIe siècle, il est constitué du royaume de Bourgogne et du royaume de Provence dont le souverain du premier, Conrad III de Bourgogne s'est assuré partiellement le contrôle, surtout centré autour du Viennois, et la souveraineté théorique.
Dans cet espace, les souverains Rodolphiens et Bosonides ont maintenu, au moins jusqu'au milieu du Xe siècle, les structures traditionnelles des royaumes carolingiens, basées sur un réseau territorial de domaines royaux (les « fisci ») et de circonscriptions administratives (comtés et « pagi ») qu'ils confient à des officiers, comtes, abbés et évêques qu'ils recrutent au sein de leurs familles, de leurs parents par alliance, ou parmi les aristocrates qui sont leurs fidèles ou leurs alliés.

#### Le contexte religieux

##### Des diocèses aux limites imprécises ou fluctuantes
Selon une tradition historiographique qui reste populaire auprès des chercheurs, l'organisation ecclésiastique primitive des églises de l'Empire romain d'Occident aurait été calquées sur les divisions administratives civiles : chaque chef-lieu de province aurait été aussi le siège d'un évêque et chaque « cité », au fur et à mesure que l'évangélisation progressait, serait devenue à son tour, le centre d'un diocèse. Les contre-exemples sont en pratiques nombreux.
Dans les Alpes et en Piémont, plusieurs zones dont l'importance est variable, font l'objet de compétitions entre les diocèses de Turin, d'Asti, d'Embrun et de Saint-Jean de Maurienne. Au début du IXe siècle, les églises de la vallée de l'Ubaye et de la vallée du Gesso sont soumises à l'autorité de l'évêque de Turin. Mais dès le 18 juin 901, l'empereur Louis III l'Aveugle soumet la Vallée du Gesso à l'évêque d'Asti, probablement afin de renforcer les moyens de celui-ci dans la lutte contre les sarrasins et les autres bandits qui entretiennent l'instabilité de la région,. Aucun document n'explique comment les archevêques d'Embrun réussirent à établir leur autorité dans la vallée de l'Ubaye, mais elle y est attestée dès le début du XIe siècle.

#### Le prévôt Lanthelme et la construction de la puissance de la prévôté
Gérard Chevrier, qui semble très apprécié dans les milieux ecclésiastiques réformateurs, est très rapidement appelé à diriger la réforme de l'évêché de Sisteron,. Son successeur à la tête de la prévôté de Saint Laurent d'Oulx, Lantelme, travaille pendant trente deux ans à établir la puissance de la congrégation.

##### Le prieuré de La Garde

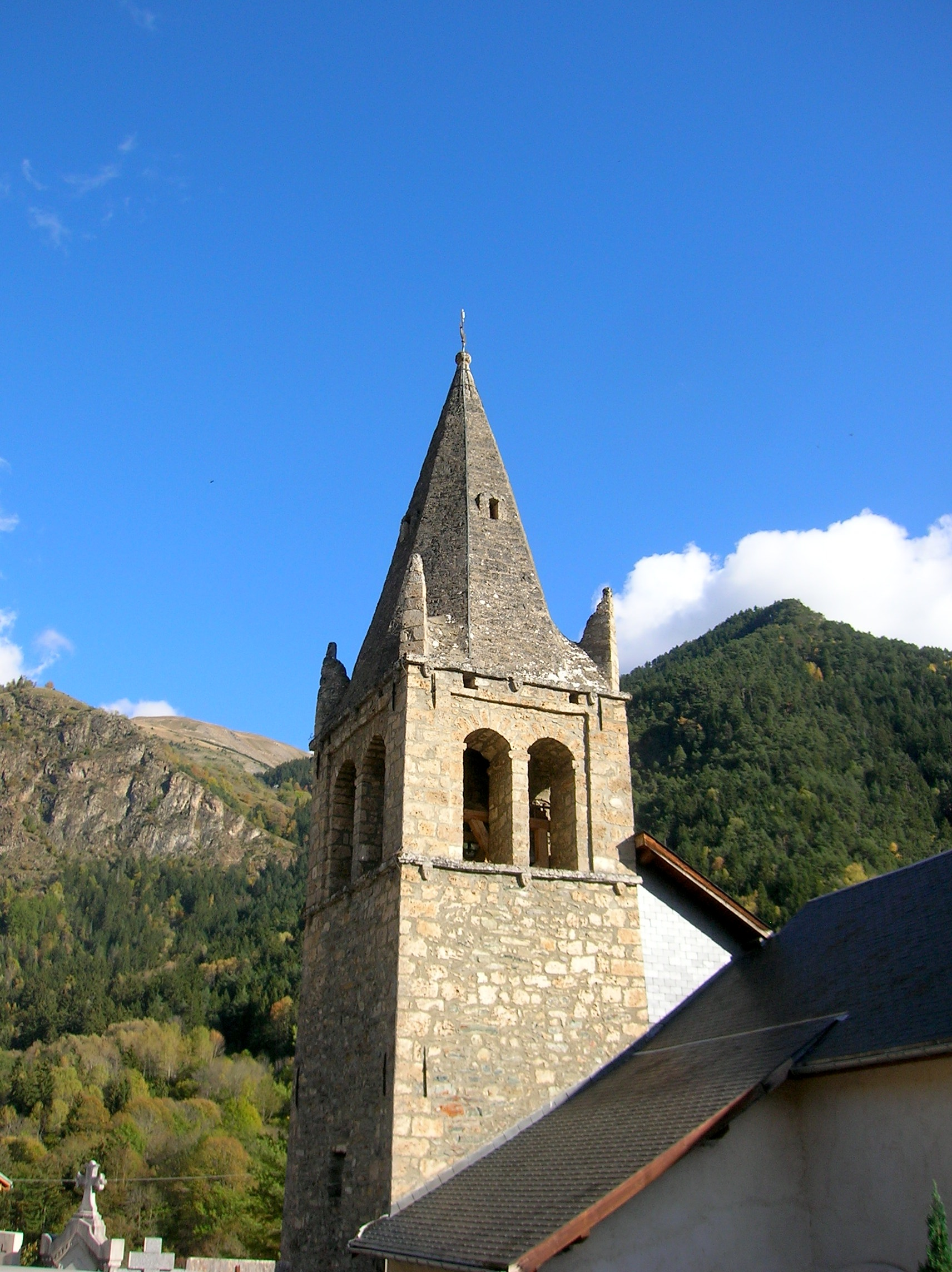
Le clocher de l'église Saint-Pierre de La Garde-en-Oisans, qui aurait été construit au XIe siècle.

Le prieuré de La Garde, en Oisans, est l'une des premières filiales que la prévôté de Saint Laurent d'Oulx crée hors du diocèse de Turin. Il est créé grâce à une donation qu'un noble, nommé Adam, et son épouse Aiguiarda, font aux chanoines d'Oulx, des églises qu'ils ont acquises du prêtre Ricard qui les détenait pour Lantelme de la Mathésine et Didier de Beaumont. Lantelme de la Mathésine, seigneur de Champ-sur-Drac, de Connexe et de la Mathésine est un important personnage dont la famille a hérité d'une partie des églises qui ont appartenu à l'abbaye de la Novalaise et que l'abbaye de Breme n'est pas parvenue à récupérer ou qui ont été aliénées à un moment ou à un autre. Lantelme est aussi le bienfaiteur du prieuré de Saint-Michel de Connexe où s'installent des moines bénédictins qui dépendent de l'abbaye de Saint-Chaffre en Velay.
La donation d'Adam et d'Aiguiarda comprend les églises : Saint-Pierre de La Garde, Saint-Ferréol d'Huez, et la chapelle sainte-Marie du château de Saget. Elle est assortie de divers biens, droits de pêche et redevances seigneuriales,.
Il s'enrichit, le 12 août 1076, de la donation, par Ponce, évêque de Grenoble, du patronage et des dîmes des églises Saint Julien d’Auris, Saint Arey du Freney, et de Sainte Marie de Mont de Lans,,,. Ces églises avaient dépendu de l’abbaye de Saint Chaffre en Velay, puis étaient passées aux mains de laïcs.

#### Les bâtiments conventuels
Dès les années 1070-1073, le prévôt Lantelme entreprend la construction d'une église dédiée aux saints Pierre et Paul, Jean-Baptiste, Just, Nicolas et Sébastien qui bénéficie de largesses du dauphin Guigues II d'Albon,.

### AuXIIesiècle

#### Évolution des bâtiments conventuels
En 1147, la prévôté reçoit à Oulx la visite du pape Eugène III qui consacre, le 21 mars 1147, avec l'assistance du cardinal Imar de Tusculum et de l'archevêque d'Embrun Guillaume de Bénévent, un autel à la vierge dans l'église. Cet événement était rappelé dans cette église par l'inscription suivante : « Anno ab incarn. Domini 1147, indic X, die dominica VII id. marcii. Consecratum est hoc altare in honore Beatiss. et Gloriosiss. Virginis Mariae, ac Sanctor. Apostolor. et Martyrum et Confessorum, atque Virginum, a D. Papa Eugenio III, ac a religiosissimo Episcopo Tusculano, et Ven. Archiep. Ebredun Wilelmo, rogantib et adstantib. Canonicis S. Laurentii Ulcien. scilicet Petro Praeposito, caeterisque pluribus. ».

### AuXIVesiècle

#### Un lieu d'exercice du pouvoir delphinal
En mai 1334, le dauphin Humbert II effectue une tournée dans le bailliage de Briançonnais qui est destinée à consolider son pouvoir dans une région où le règne de son frère, Guigues VIII, a été émaillé par des révoltes diverses. il est accompagné par l'évêque de Genève Pierre de Faucigny, de Leuczon de Lemps, prieur de Beaumont, de Nicolas des Constances, seigneur de Châteauneuf-de-Bordette.

#### La collecte des revenus
Le 15 octobre 1387, le prévôt Jean Bigot, arrente, moyennant une redevance annuelle de 20 setiers de seigle, 20 setiers d'avoine, 10 setiers de froment et 18 gros pour les agneaux, pour une durée de 29 années les dîmes que la communauté de Puy-Saint-André doit, chaque année, à la prévôté. L'acte est dressé dans la salle du chapître de la prévôté, en présence des 14 religieux qui composent la communauté dont le prieur-claustral Philippe de Valle, le vicaire Pierre de Névache et l'aumônier Humbert Pilali.

### AuXVesiècle
La prévôté tient un Official, distinct de celui de l'évêque de Turin, dans chacune des plébanies dont elle a la charge dans ce diocèse. Les chanoines mettent peu d'empressement à seconder les persécutions organisées par Alberto Cattaneo sous l'impulsion de l'archevêque d'Embrun Jean Baile. Le 17 août 1487, Manuel de Malingris, prieur de Sainte Marie de Suse et Vicaire du prévôt commendataire Giovanni Michiel, répond à Alberto Cattaneo qui l'avait convoqué à Briançon pour qu'il l'accompagne dans sa mission contre les hérétiques du Valcluson, et qui, lassé de l'attendre, est venu lui rendre visite à Oulx, que la goutte l'empêche de marcher. Jean de Grosnes, le Vicaire de l'évêque de Turin, ne met pas mis plus d'empressement à le rejoindre, et prétexte les difficultés de l'exercice de sa fonction et des problèmes pour éluder la convocation qu'Alberto Cattaneo lui envoie le 20 août 1487. Il ne s'agit pas tant, pour les ecclésiastiques du diocèse de Turin de contester le bien fondé ou la manière dont les persécutions sont conduites que de ne pas se dessaisir de leurs privilèges ou de porter atteinte à ceux de l'inquisiteur dominicain avec lequel ils ont l'habitude de collaborer. De plus, Alberto Cattaneo se prévaut de l'autorité du légat d'Avignon et de celle de l'archevêque d'Embrun qui ne s'appliquent pas à l’Église de Turin.
À la fin du XVe siècle, les religieux de la prévôté comptent 12 chanoines et 4 novices. Elle ne possède pas de salle capitulaire, et son chapitre se réunit dans la chapelle Saint-Antoine, dont il ne reste rien aujourd'hui, et qui se trouvait probablement située dans l'enceinte de ses bâtiments ou attenante à l'une de ses deux églises.
Le 10 mars 1489, le prieur claustral, Alphonse Roys, vicaire du prévôt commendataire Giovanni Michiel, alors cardinal-prêtre de Saint Marcel et cardinal-diacre commendataire de Saint Ange, arrente, moyennant une redevance annuelle de 30 florins et 3 gros, et une émine de blé pour le chantre d'Oulx, pour une durée de 29 années les dîmes que la communauté de Puy-Saint-André doit, chaque année, à la prévôté.
Le sceau de la prévôté porte représente alors Saint-Laurent, debout et de face, tenant dans la main gauche une palme et un gril dans la main droite, surmonté d'un écu chargé de besants qui est le blason du cardinal Giovanni Michiel.

### AuXVIIesiècle

#### La reconstruction de la prévôté
Le 26 septembre 1639, Jean Allois, « prêtre, docteur en théologie, chanoine, sacrestain, vicaire et procureur général de René de Birague, prévôt commendataire dud. lieu d'Oulx », arrente les dîmes que la communauté de Puy-Saint-André doit à la prévôté pour la somme de 61 Livres et 4 Sous. L'accord est scellé devant l’église Saint Pierre, à la Prévôté, qui a été reconstruite.

#### Bilan du siècle
À la fin du XVIIe siècle, la prévôté est une institution religieuse en commande dont le bénéficiaire est nommé par le roi. Elle rapporte 4 000 livres à ce dernier. Quinze chanoines y vivent en commun qui perçoivent chacun 120 Livres de revenus. Elle est gouvernée par un prieur claustral qui percevait 90 Livres de revenus supplémentaires, et servie par quatre officiers, le cellérier, le pénitencier, le sacristain et le courrier, dont chacun reçoit 60 Livres de revenus supplémentaires. D'autres chanoines cumulent ce bénéfice avec d'autres fonctions (comme celle de Prieur de Mentoules ou d'autres dépendances, cures et prieurés de la Prévôté). Ce monastère dispose d'un hôpital théoriquement destiné aux voyageurs et aux pèlerins, mais sert aussi d'hôpital militaire : on y envoie les soldats dont les plaies sont graves ou tendent à s'infecter, et le chirurgien-major de l'hôpital de Briançon vient parfois y exercer son art,.

### AuXVIIIesiècle

#### La vacance de la prévôté

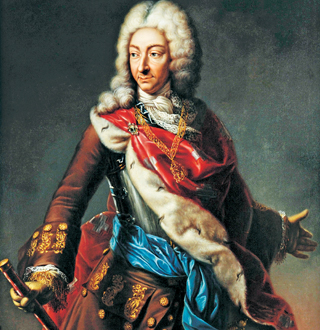
Victor-Amédée II, prince de Piémont et duc de Savoie de 1675 à 1730, reçoit la juridiction de la prévôté d'Oulx lors du traité d'Utrecht en 1713.

À partir de 1713, le traité d'Utrecht place la prévôté sous la juridiction du duc de Savoie. À la mort du prévôt Gabriel Viala, en 1715, Victor-Amédée II souhaite pouvoir exercer le privilège de nommer le prévôt que paraissait jusqu'alors exercer le roi de France dans le cadre du concordat de Bologne. Mais les choses sont moins simples, tant à cause des aspects juridiques de la question que de l'état des relations entre Victor-Amédée et l'entourage du pape Innocent XII depuis l'édit de tolérance qu'il concédé aux Vaudois, en 1694. Le gouvernement du régent Philippe d'Orléans, au travers de ses ambassadeurs à Rome, et les ecclésiastiques français, grâce à leur cardinaux et de leurs traditionnels rapports avec les vice-légats d'Avignon, s’emploient à ne pas lui faciliter les choses. Sans que l'on puisse dire pour autant que ces derniers sont d'abord mus par leur fidélité à la couronne de France : le besoin de protéger leurs bénéfices qui dépendent du prévôt ou l'opportunité d'obtenir du roi de Sardaigne des nominations avantageuses constituent aussi des enjeux.
Entre le 25 juillet 1715 et le 27 juillet 1715, le comte Joseph Amédée Armano de Gros procède à un inventaire des biens des biens de la prévôté dont la gestion est confiée à la Cour des comptes de Turin, s'assure qu'ils sont bien remis à des officiers royaux et recrute un administrateur économe en la personne de Michel Bouvier de Césanne. Jean-Hyacinthe (dit aussi Jacinte) Fantin est nommé vicaire de la prévôté et l'on ne fait rien de plus.
En 1727, Victor-Amédée conçoit le projet de remplacer Louis Boniface qui a succédé à Jean-Pierre Persod à la tête de la Congrégation du Grand-Saint-Bernard, et de le transférer à la prévôté Oulx. Afin d'assurer ses arrières quant à la désignation de son successeur, alors que le concordat n'est pas encore en vigueur, il le force à accepter Léonard Jorioz en tant que co-adjucateur avec droit de succession. Le projet n'aboutit pas car Louis Boniface meurt, à Aoste, le 4 aout 1728,.

#### Désaccords et polémiques entre la curie et la cour de Savoie
Les points de désaccord entre la Curie romaine et la cour de Savoie sont multiples. L'un d'eux est récurrent et porte sur l'application de l'indult qui le pape Nicolas V avait concédé, en 1452, à Amédée VIII de Savoie lorsqu'il a rendu sa tiare. Cet accord prévoit que l'on ne peut nommer d'archevêque, d'évêque ou d'abbé sur les territoires du duché, sans que celui-ci ne soit agréé par le duc, et que de manière générale, on ne peut nommer à un quelconque bénéfice, un étranger, sans que celui-ci ne soit agréé par le duc. Le droit de nomination du duc s'étendaient à quatre institutions théoriquement autonomes dans ce domaine : l'abbaye de Talloires, l'abbaye de la Novalaise, le prieuré des augustins de Ripaille, et la Congrégation du Grand-Saint-Bernard. L'indult concédé à Amédée VIII a été scrupuleusement appliqué jusqu'au règne de Louis Ier de Savoie, puis ses successeurs n'ont jamais eu le loisir de pouvoir s'en prévaloir. Victor-Amédée II provoque volontairement une crise, en 1697, en confisquant les biens de plusieurs bénéfices ecclésiastiques dont les titulaires ont été nommés sans son aval, afin de pouvoir ouvrir une discussion qu'il confie d'abord à Jérôme-Marcel de Gubernatis, puis à Charles François Marquis Ormea (it).
Ormea obtient en 1727, du pape Benoît XIII, l'extension de l'indult, concédé à Amédée VIII, à toutes les seigneuries acquises depuis par le Duc de Savoie (et donc même en Sardaigne) sauf aux institutions religieuses dont le siège se trouve sur le territoire de Casale Monferrato, d'Alexandrie et d'Acqui Terme. Il permet de taxer les biens ecclésiastiques qui n'avaient pas acquis leur exemption fiscale avant 1620, et met en place un accord qui permet de gérer les vacances et d'attribuer les dépouilles. L'entente est de brève durée car le pape meurt, et Clément XII, son successeur remet aussitôt tout en question.
La question est juridiquement complexe. La prévôté, selon le chanoine Telmont, est dirigée par des prévôts commendataires depuis le prévôt Bottet qui en a détenu l'office de 1452 à 1467 ou 1468. Mais elle n'a jamais été formellement érigée en commande. Elle n'est pas non plus un établissement qui tombe dans le champ d'application du Concordat de Bologne qui s'appliquait en France et en Dauphiné, et qui d'ailleurs peut prêter flanc à des contestations si on entend d'une part l'appliquer à une institution de l'archevêché de Turin et d'autre part prétendre que ses avantages sont cessibles avec les territoires où il a été appliqué. Chaque prévôt commendataire a bénéficié de bulles particulières et ceux qui ont été désignés par le Roi de France, l'ont été avec l'accord tacite du Saint-Siège. Le Duc de Savoie ne peut même pas se prémunir contre la présence d'un séculier à la tête de l'institution pendant trois siècles, puisque son dernier titulaire, le prévôt Viala était lui-même un chanoine régulier.
En 1728, Victor-Amédée II envisage de nommer prévôt d'Oulx, Joseph Philibert Pignier, chanoine de la Sainte-Chapelle de Savoie qui fut ensuite préfet de la Sainte Maison de Thônon. Mais il rencontre, au sein de la Daterie apostolique, l'opposition du cardinal Pier Marcellino Corradini.
Il faut attendre 1741 pour qu'un nouveau concordat, négocié par Charles François Marquis Ormea et François Ignace Joseph Armano de Gros, et obtenu au bout de deux années de discussions intenses, règle enfin la question.
Le nouveau concordat fit évidemment l'objet de difficultés d'application, et il faut attendre le 31 décembre 1743 pour que Charles-Emmanuel III obtienne de Benoît XIV, la désignation de Jean-Baptiste Orlié de Saint Innocent.

### Les églises dîmeresses
Dès l'origine, les rapports de la prévôté d'Oulx avec les églises dont elle perçoit les dîmes n'est pas simple. Soit qu'elle les partage avec un évêque ou un chapitre cathédral, soit que les droits dont elle jouit dans ce cadre fassent l'objet d'imprécisions ou soient soumis à la coutume. Les questions de la perception des dîmes et de l'exercice des droits qui leur sont associés restent un problème constant tout au long de l'histoire de l'établissement.

#### La collaboration avec les évêques et les chapitres
Les relations entre les diverses autorités ecclésiastiques ne sont pas toujours conflictuelle. La multiplicité des obédiences dont dépendent les églises permet aussi de créer et d'entretenir les liens entre ces diverses institutions.

#### Les conflits avec les paroissiens
- Vers 1172, un conflit oppose le prieur de Sainte-Marie-Majeure de Suse, Étienne de Belmont, aux habitants du village de Bruzolo. Le prieur se prévaut des donations de la marquise Adélaïde et de l'évêque Cunibert afin de pouvoir désigner le chapelain qui dessert l'église du village. Les habitants protestent que leurs ancêtres ont fondé l'église du village et que la faculté d'en désigner le titulaire est restée aux mains de la communauté des habitants et qu'ils peuvent fournir les témoignages de l'existence de cette coutume au cours des soixante dernières années[c 7]. L'évêque Millon de Turin, statue, en faveur du prieur, le 11 décembre 1172, en s'appuyant sur le fait que les fondateurs réels de l'église de Bruzolo étaient les ancêtres de la marquise Adélaîde et que celle-ci avait transmis leurs droits au titulaire de la plébanie de Sainte-Marie-Majeure[s 1]. La controverse met en évidence que le contrôle d'une église de village constitue un enjeu important pour une institution ecclésiastique puissante dans la région, et qu'elle constitue à la fois un facteur d'identité et de contrôle politique de son environnement pour la communauté des habitants qui est prête à supporter les frais d'un procès devant la cour de l'évêque afin de ne pas perdre le droit de nomination et de contrôle du curé[38].

## Principaux prieurés

### Au diocèse de Turin

#### Le prieuré de Sainte Marie Majeure de Suse

##### AuXVIIesiècleet auXVIIesiècledifficultés et sécularisation
Le 4 septembre 1638, Antonio Provana, archevêque de Turin, obtient le remplacement des chanoines augustins de Sainte Marie Majeure, qui ne sont plus que quatre (Stefano Bazano, l'élémosinaire, Antonio Biga, curé et prieur de Saint Saturnin, Ludovico Bonino, prêtre séculier, et le sacristain), par les Frères mineurs réformés de Saint Bernardin, ouvrant une crise durable avec la maison mère d'Oulx.
Le 5 avril 1749, le prieuré de Sainte Marie Majeure de Suse est sécularisé et fusionné avec la collégiale Saint Just à laquelle ses chanoines sont transférés en tant que chanoines séculiers.

#### Autres prieurés.
- Le prieuré de Saint Saturnin de Suse (en italien : Chiesa di San Saturnino di Susa).
- Le prieuré de Mentoules à Fenestrelle.
- Le prieuré de Saint Pierre d'Avigliana.
- Le prieuré de Saint Pierre à Bagnolo Piemonte.
- Le prieuré de Saint Pons à Demonte.

Il est donné au prieur Stéphane de Sainte Marie Majeure de Suse et au prévôt Nicolas de Saint Laurent d'Oulx par l'évêque de Turin Charles Ier et l'archidiacre Obert en 1168. Sa possession est confirmée par le pape en 1172. On connait certains de ses prieurs au XIIIe et XIVe siècles et ses prieurs commendataires pour les deux siècles suivants. En 1610, l'archevêque de Turin Carlo Broglia unit les biens du prieuré à ceux du séminaire de Turin.
- Le prieuré de Saint Vincent à Villar Dora.

### Au diocèse de Vienne
- Le prieuré de Saint-Donat-sur-l'Herbasse.

### Au diocèse de Die
- Le prieuré de Sainte Marie de Sinard.

Il est donné vers 1100 aux chanoines d'Oulx par l'évêque de Die Ismidon de Sassenage,.
- Le prieuré de Saint Pierre à Monestier-de-Clermont

Il est décimateur de la paroisse de Monestier de Clermont et uni à la fin du XVe siècle à Sainte Marie de Sinard.

### Au diocèse d'Embrun
- Le prieuré de Sainte Marie de Calme à Eygliers.
- Le prieuré de Notre Dame des Beaumes à Châteauroux-les-Alpes[46].

Il est fondé par les chanoines d'Oulx en 1132, puis cédé, en 1293 à l'abbaye Notre-Dame de Boscodon.
- Le prieuré de Saint-Étienne à Ville-Vallouise.
- Le prieuré des Vigneaux.

### Au diocèse de Gap
- Le prieuré de Saint-Laurent-en-Beaumont.

Sa création fut la conséquence des donations de l'évêque de Gap Laugier Ier. Au XVIIIe siècle, il perçoit les dimes des paroisses suivantes : Saint-Laurent-en-Beaumont, La Salle-en-Beaumont, Saint-Pierre-de-Méaroz, Quet-en-Beaumont Sainte-Luce, Saint-Michel-en-Beaumont, Les Costes, et d'Aubessagne ou Aubessaigne (aujourd'hui Chauffayer),.
Au XIVe siècle, la charge prieur fait partie des bénéfices dont la Chambre Apostolique contrôle la collation et les mutations. Le 23 février 1338, le pape Benoit XII approuve la promotion d'Hugues de Lemps, chanoine d'Oulx, au poste de prieur de Saint-Laurent-en-Beaumont, laissé vacant par la translation de Leuzon de Lemps à celui de prieur de Saint-Donat-sur-l'Herbasse.
- Le prieuré de Saint Arey à Gap.

### Au diocèse de Grenoble
- Le prieuré Sainte Marie à Notre-Dame-de-Commiers

Il a son origine dans la donation qu'Hugues de Châteauneuf fait au prévôt Lantelme et aux chanoines de Saint Laurent d'Oulx, des églises de Jardenc (aujourd'hui la Chapelle Sainte-Agnès de Jardenc sur la commune de Monteynard), d'Aveillan (aujourd'hui La Motte-d'Aveillans), de Notre-Dame-de-Commiers, de Saint-Georges-de-Commiers et Saint-Pierre-de-Commiers, le 15 avril 1080. Les bénédictins du monastère de Saint-Robert-de-Cornillon qui relève de l'abbaye de La Chaise-Dieu conservent néanmoins les dimes qu'ils possèdent dans la circonscription. Les chanoines de Saint Laurent d'Oulx ne tardent pas à y établir un prieuré qui compte environ 8 chanoines.
En 1497, le prieuré possède un revenu de 450 Florins et il sert de résidence au prieur, à un sacristain, à quatre religieux et au curé de la paroisse. En sus des églises mentionnées ci-dessus, il exerce un droit de patronage sur les paroisses de La-Motte-Saint-Martin et de Saint-Pierre-d'Aveillan.
Au début du XVIIIe siècle, les revenus du prieuré sont de 2825 Livres, de six setiers de blé, de 50 livres de chandelle et de 24 chapons. Il entretient alors 3 religieux et sert la portion congrue de 6 curés. Ses charges s'élèvent à 2070 Livres.
Le 2 mai 1791, les biens du prieuré sont vendus à Monsieur Vachon pour la somme de 15400 Livres, et ceux de la sacristie de Notre-Dame-de-Commiers pour 3150 Livres.
- Le prieuré de Saint-Pierre de La Garde
- Le prieuré de Saint Jean à Vaulnaveys-le-Bas et Vaulnaveys-le-Haut

### Au diocèse de Savone
- L'église Saint Jean Baptiste et Saint Sauveur de Vado Ligure appartenait à la prévôté d'Oulx.

On ne sait pas grand chose de cet établissement. Antonio Bonumbra en est l’archiprêtre le 30 janvier 1454 et rappelle, dans une procuration qu'il donne en faveur de Bartolomeo da Lonato, prêtre du diocèse de Vercelli et résident à Gênes, sa qualité de chanoine de cette congrégation. Le 9 octobre 1462, cette qualité de membre de l'ordre des chanoines augustins d'Oulx (« dilecto nobis in Christo venerabili viro Antonio Bonumbra Archipresbitero ecclesiarum Sanctorum Johannis et Salvatoris de Vado Saonensis diocesis a monasterio Ulciensi ordinis Sancti Augustini Thaurinensis diocesis dependentium »), par l'archevêque de Gênes Paolo di Campfregoso, dans un acte qui lui confère l'église et l'hôpital de San Biagio à Rivarolo. Antonio Bonumbra est promu, le 4 mai 1467, évêque d'Accia en remplacement de Giovanni Andrea de' Bussi de Vigevano qui avait été translaté au siège d'Aléria. En 1470, Antonio Bonumbra est élu collecteur, pour l'ensemble de la Corse, des décimes dues à la Chambre apostolique. En 1472, il dirige la suite qui accompagne la princesse Zoé Paléologue lorsqu'elle se rend à Moscou pour épouser le Grand Prince de Vladimir et de Moscou Ivan III. Il meurt avant le 13 avril 1480,.

## Fondation hospitalières
- Au diocèse de Vence
  - L’Hôpital d’Agrimont à Saint-Laurent-du-Var.

Cet hôpital possédait au XIIIe siècle la plus grande partie des terres de Saint Laurent du Var, Le Cros de Cagnes, et Puget. Le pape Innocent IV avait pris sous sa protection directe les chanoines réguliers qui l'administraient le 1er mars 1249. Ses effectifs comprenaient un prieur et 12 chanoines. Il fut réuni à la manse épiscopale de Vence, en 1327.

### Monographies et ouvrages généraux
- Prospero Balbo (Présidente de la deputazione), Regia Deputazione Subalpina di Storia Patria, Historiae patriae monumenta : Chartorum, t. 1, Turin, Regio Typographeo, 1836 (lire en ligne).
- Augustin Belloste, Le Chirurgien d'hôpital, enseignant une manière douce et facile de guérir promptement toutes sortes de playes, avec un moyen d'éviter l'exfoliation des os, et une plaque nouvellement inventée pour le pansement des trépans., Paris, Laurent d'Houry, 1705, 521 p. (lire en ligne).
- Henri Bigot, Des traces laissées en Provence par les Sarrasins, Paris, L. Duc & Cie, 1908 (lire en ligne).
- Alexis Billet, Académie des sciences, belles-lettres et arts de Savoie, Mémoires de l'Académie royale de Savoie, Mémoire sur les premiers évêques du diocèse de Maurienne, Chambery, Puthod, 1861 (lire en ligne).
- Étienne-Jean Bouchu et Justin Brun-Durand (éditeur scientifique), Le Dauphiné en 1698, suivant le Mémoire de l'intendant Bouchu sur la généralité de Grenoble : notes, dissertations & commentaires, A. Brun (Lyon) et X. Drevet (Grenoble), 1874 (lire en ligne).
- Jean-Baptiste Bourguignon d'Anville, Notice de l'ancienne Gaule, tirée des monumens romains, notice "Ad Martis", page 436, Paris, Desaint, Saillant, Durand, 1760, 754 p. (lire en ligne).
- Ulysse Chevalier, Regeste dauphinois, ou Répertoire chronologique et analytique des documents imprimés et manuscrits relatifs à l'histoire du Dauphiné, des origines chrétiennes à l'année 1349., t. 5, Valence, Imprimerie valentinoise, 1921, 490 p. (lire en ligne).
- (it) Giovanni Collino, Le carte della Prevostura d'Oulx, raccolte e riordinati cronologicamente fino al 1300, Pignerol, Chiantore-Mascarelli, 1908, 411 p. (OCLC 252891256, lire en ligne).
- (it) Arturo Ferretto (auteur) et Giovanni Bertolotto (directeur de la publication), Giornale Ligustico di Archeologia, Storia e Letteratura : Per Antonio Bonombra, Vescovo di Accia (1467-1480), Gênes, Tipografia del Reale Istituto Sordo-Muti (no Anno XXII, Fascicolo I-II, Gennaio-Febbraio), 1897.
- Marcellin Fornier (auteur principal), Raymond Juvénis (continuateur), Antoine Albert (continuateur) et Paul Guillaume (éditeur scientifique), Histoire générale des Alpes Maritimes ou Cottiènes : et particulière de leur métropolitaine, Ambrun, chronographique, et meslée de la séculière avec l'ecclésiastique., Paris, H. Champion, 1890-1892 (lire en ligne).
- (it) Pierre Gioffredo et Constanzo Gazzera (éditeur scientifique), Storia delle Alpi marittime., vol. XXVI, Turin, Stamperia Reale, coll. « Monumenti di Storia Patria », 1839 (OCLC 457882747, BNF 30508632, lire en ligne).
- Raoul Glaber (auteur) et François Guizot (éditeur scientifique), Siège de Paris par les Normands, poème d'Abbon. Chronique de Flodoard. Chronique de Raoul Glaber, Paris, J.-L.-J. Brière, 1824, 464 p. (lire en ligne).
- Paul Guillaume (Auteur principal), Société d'études historiques, scientifiques et littéraires des Hautes-Alpes, Pouillé ou État général des bénéfices séculiers et réguliers du diocèse de Gap avant 1789, Gap, Jouglard, 1891 (lire en ligne).
- Charles d'Hozier, Volumes réliés du Cabinet des titres : recherches de noblesse, armoriaux, preuves, histoires généalogiques. Armorial général de France, dressé, en vertu de l'édit de 1696., Paris, Bibliothèque nationale de France, Département des manuscrits., 2007 (lire en ligne).
- Louis XIV (roi de France ; 1638-1715), Recueil des édits, déclarations et arrests, concernant la levée du dixième du revenu des biens du Royaume, Paris, Frédéric Léonard, 1712 (lire en ligne).
- Jean Marx, L'inquisition en Dauphiné, Etude sur le développement et la répression de l'hérésie et de la sorcellerie du XIXe siècle au début du règne de François Ier, Paris, Honoré Champion, 1914, 290 p. (lire en ligne).
- Florian Mazel, L'Evêque et le Territoire : L'invention médiévale de l'espace (Ve – XIIIe siècle), Paris, Seuil, coll. « L'Univers Historique », 2016, 544 p. (ISBN 978-2-02-118312-2, lire en ligne).
- Gustavo Mola di Nomaglio, Feudi et Nobilità negli Stati dei Savioa., Lans-l'Hermitage, Società Storica delle Valli di Lanzo, 2006, 789 p. (ISBN 88-8262-049-2, lire en ligne).
- Giuseppe Francesco Meyranesio, Pedemontium Sacrum, Turin, Regio Typographeo, 1863 (lire en ligne)[notes 37].
- Charles Maurice, Claude Pons, secrétaire de la Société d’Étude des Hautes-Alpes (préface), Promenades historiques et archéologiques à travers l'ancien Escarton d'Oulx., Vintimille, Publié à compte d'auteur et imprimé par la Typo-litographia « LIGURI », 1978-1980, 196 p..
- (la) Georg Heinrich Pertz (Éditeur scientifique) et Ludwig Konrad Bethmann (Éditeur scientifique), Chronicon Novaliciense ex recensione Bethmanni : in usum scholarum ex monumentis Germaniae historicis recudi fecit, Hanovre, Impensis Bibliopolii Hahniani, 1846 (lire en ligne).
- (la) Antonio Rivautella et Francesco Berta, Ulciensis Ecclesiae Chartarium Animadversionibus Illustratum, Turin, Typographie Royale, 1753 (lire en ligne).
- (it) Maria Teresa Reineri, Ignazio Filippo Carrocio un uomo di Dio : Rettore dell’Ospedale Maggiore di San Giovanni Battista in Torino e costruttore della sua sede seicentesca., Cantalupa, Effatà Editrice, 2014, 128 p. (ISBN 978-88-7402-946-4, lire en ligne).
- Joseph Roman (Auteur principal), Société d'études historiques, scientifiques et littéraires des Hautes-Alpes(Éditeur scientifique), De la valeur historique de la chronique de la Novalaise du point de vue de l'histoire des Alpes, Gap, Jouglard, 1896 (lire en ligne).
- Joseph Roman (éditeur scientifique), Obituaire du Chapitre de Saint-Mary de Forcalquier : 1074-1593, Digne, Impr. Chaspoul, Constans et Vve Barbaroux pour le compte de la Société scientifique et littéraire des Alpes-de-Haute-Provence, 1887, 92 p. (lire en ligne).
- (it) Michele Ruggiero, Storia della Valle di Susa, Pignerol, Alzani, 1996, 448 p. (ISBN 88-8170-032-8).
- (it) Giovanni Sacchetti, Memorie della chiesa di Susa, Turin, Giammichele Briolo, 1788 (OCLC 878481243, lire en ligne).
- (it) Giuseppe Sergi, L'aristocrazia della preghiera : politica e scelte religiose nel medioevo italiano, Rome, Donzelli Editore, coll. « Saggi, Storia e Scienze Sociali », 1994, 208 p. (ISBN 88-7989-038-7, lire en ligne).
- Eugène Tisserand, Histoire de Vence, cité, évêché, baronnie, de son canton et de l'ancienne viguerie de Saint-Paul du Var., Paris, E. Belin, 1860, 312 p. (lire en ligne).
- Joseph Toussaint Reinaud, Invasions des Sarrazins en France et de France en Savoie, en Piémont et dans la Suisse, pendant les 8e, 9e et 10e siècles de notre ère, Paris, Veuve Dondey-Dupré, 1836, 324 p. (lire en ligne).
- (it) Alberto Trivero Rivera, Rochemolles, Storia di una Borgata Alpina, Appunti per un profilo storico ., Paris, Alberto Trivero Rivera (Academia.edu, 2016, 68 p. (lire en ligne).
- (en) Charles William Previte-Orton (Auteur), The Early History of the House of Savoy : 1000-1233, Cambridge, Cambridge University Press, 1912, 512 p..
- Mariacristina Varano, Espace religieux et espace politique en pays provençal au Moyen Âge (IXe – XIIIe siècles). L'exemple de Forcalquier et de sa région, Aix-en-Provence, Université de Provence Département d’Histoire de l’Art et Archéologie (UFR Civilisations et Humanités), 2011, 1139 p. (lire en ligne).
- Denis Veyrat, Église Saint-Julien d'Auris-en-Oisans : XIII siècles de construction, agrandissement et d’embellissement. : Cahier de la conférence-débat présentée par Denis Veyrat Jeudi 20 août 2015 dans la Salle Prè Pillon, Le Fréney-d'Oisans, Les Editions Fréneytiques, 2015, 20 p. (lire en ligne).

### Articles
- Félix Bernard, « Le Décanat de Val-Penouse : Appendice II : Argument sur l'origine novalésienne du bénéfice de Lantelme, fondateur du prieuré de Saint-Michel de Connexe », Mémoires de l'Académie des sciences, belles-lettres et arts de Savoie  série= 5, Chambery, Imprimeries réunies, t. 7,‎ 1931 (lire en ligne).
- Guido Castelnuovo, « La Burgondie carolingienne et rodolphienne. Prémices et développements d'un royaume », dans Des Burgondes au Royaume de Bourgogne Ve – Xe siècle », Colloque de l'Académie Delphinale, Grenoble, octobre 2001, Grenoble, Pierrette Paravy,‎ 2003, p. 183 à 210. (lire en ligne).
- (it) Giampietro Casiraghi, « L'organizzazione ecclesiastica nelle valli di Susa e di Moriana dall'VIII al X secolo », Bollettino storico-bibliografico subalpino, Torino, Deputazione Subalpina di Storia Patria,‎ 2001, pp. 363-379 (ISSN 0391-6715, lire en ligne).
- Jean Brun Durand, « Notes pour l'histoire du diocèse de Die », Bulletin d'archéologie et de statistique de la Drôme, Valence, Société Départementale d'Archéologie et de Statistique de la Drôme, t. IX,‎ 1875, p. 8 (lire en ligne).
- (it) Federico Alessandro Goria, « Una controversia fra Stato e Chiesa nel Piemonte del XVIII secolo: la Prevostura di Oulx. », Rivista di Storia del Diritto Italiano, Rome, Fondazione Sergio Mochi Onory per la Storia del Diritto Italiano,‎ 2003, pp. 291 à 338 (lire en ligne).
- Robert Latouche, « Les idées actuelles sur les Sarrasins dans les Alpes. », Revue de géographie alpine, t. 19, no 1,‎ 1931, pp. 199-206. (lire en ligne).
- Emmanuel Pilot de Thorey, « Les prieurés de l'ancien diocèse de Grenoble compris dans les limites du Dauphiné. : Prieuré de La Garde », Bulletin de la Société de statistique, des sciences naturelles et des arts industriels du département de l'Isère, Grenoble, Breynat et Cie, 3e série, t. XII,‎ 1884 (lire en ligne).
- Luigi Provero (Auteur (Università di Torino)) et Michel Lauwers (Éditeur scientifique), « La dîme, l'église et la société féodale, collection d'études médiévales de Nice, Centre National de la Recherche Scientifique - Cultures et Environnement, Préhistoire, Antiquité, Moyen-âge : Les dimes dans la Territorialité incertaine des campagnes du XIIIe siècle, Quelques exemples piémontais », Collection d'Etudes Médiévales de Nice, Turnhout, Brepols, vol. 12,‎ 2012 (ISBN 978-2-503-54525-7, lire en ligne).
- Lucien Quaglia, « Les voyages de Louis Boniface, coadjuteur du Grand Saint-Bernard, autour du Mont-Blanc (1695-1724). », Vallesia, Sion, Bibliothèque et des Archives cantonales du Valais, Musées de Valère et de la Majorie,‎ 1959, pp. 65 à 98 (lire en ligne).
- Joseph Roman, « Notes sur les invasions sarrasines dans les Hautes-Alpes. », Bulletin de la Société d'Etude des Hautes-Alpes.,‎ 1882 (lire en ligne).
- (it) Aldo A. Settia, « I saraceni sulle Alpi: Una storia da riscrivere », Studi Storici, vol. Anno 28, no 1,‎ janvier-mars 1987, p. 127-143.
- (it) Giovanni Tabacco, « La formazione della potenza sabauda come dominazione alpina. », Vorträge und Forschungen, Constance, Konstanzer Arbeitskreis für mittelalterliche Geschichte e.V., vol. 10,‎ 2014.

### Ressources en ligne
- « Communauté de Puy-Saint-André, Assemblées, etc, E 264 - Divers privilèges accordés par le dauphin de Viennois. », sur Archives Départementales des Hautes Alpes.
- « Communauté de Puy-Saint-André, Assemblées, etc, E 266 - Diverses transactions avec la communauté. », sur Archives Départementales des Hautes Alpes.
- (it) « Storia del paese di Beaulard (Histoire du village de Beaulard », sur Beaulard Associazione Agricola Turistica (Association Touristique Agricole de Beaulard) (consulté le 18 juin 2014).
- Daniela Garibaldo (Responsable de la publication), Cyrille Rochas (Responsable de la publication), Valerio Garibaldo (Contributeur), Marie-Antoinette Rochas (Contributeur), Guy Rochas (Contributeur) et Benoit Rochas (Contributeur), « Escarton d'Oulx », Millaures, Daniela Garibaldo et Cyrille Rochas, 2006.
- Etienne Martellange, « Plan du prieuré de Notre Dames des Beaumes, prés d'Embrun. », Bibliothèque Nationale de France, 1605. (consulté le 19 juillet 2014).
- (it) « Istituto Salesiano di Oulx, Abbadia. », sur Salesiani Oulx (consulté le 12 août 2014).
- « Actes de la conférence Langues mères et représentations sacrées, Andrea Zonato, : Bref aperçu sur deux passages de textes hagiographiques de l’Archive Historique Diocésain de Suse. », sur Chambradoc, Oulx, Chambradoc et Province de Turin, 2012 (consulté le 18 juin 2014).
- (it) « Diocesi di Cuneo, Bibliografia diocesana, Ordini religiosi Medievali, Priorati Altri Ordini religiosi medievali, Canonici Agostiniani di Oulx, Demonte, Chiesa di San Ponzio » (consulté le 30 juillet 2015).
- (it) « Turismo, ecco il progetto per collegare le strade militari della valle e riaprire la galleria dei saraceni, Mauro Minola, 8 avril 2014 », sur Valsusa Oggi (consulté le 11 août 2014).